# Lijst van burgemeesters van Vrijenban
Dit is een lijst van burgemeesters van de voormalige Nederlandse gemeente Vrijenban tot die gemeente in 1921 werd opgehevn.
| Ambtsperiode | Naam burgemeester               | Partij of stroming | Bijzonderheden                                     |
| ------------ | ------------------------------- | ------------------ | -------------------------------------------------- |
| 18?? - 1847  | Simon Adrianus Scholten         |                    |                                                    |
| 1847 - 1867  | J.J. Molenbroek                 |                    |                                                    |
| 1867 - 1870  | P. Merkus                       |                    | tevens burgemeester van Hof van Delft (1867-1871)  |
| 1870 - 1886  | Cornelis Dorotheus Vreede       |                    | was eerder burgemeester van Rozenburg en van Lisse |
| 1886 - 1921  | mr. Willem Johan Saaymans Vader |                    |                                                    |